# Those Were the Days (Mary Hopkin)
"Those Were the Days" is een nummer geschreven door Gene Raskin. Het werd een hit in de versie van Mary Hopkin, die het op 30 augustus 1968 uitbracht als haar debuutsingle. In 1969 stond het ook op de Amerikaanse versie van haar debuutalbum Post Card.

## Achtergrond
"Those Were the Days" is gebaseerd op het Russische liedje "Дорогой длинною" ("De lange weg"), gecomponeerd door Boris Fomin met een tekst van Konstantin Podrevski. Dit liedje werd in 1924 geschreven en ging over de jeugd en het romantische idealisme. Ook komen onderwerpen als drinken, zingen en dansen aan bod. De Georgische zangeres Tamara Tsereteli en de Russische zanger Aleksandr Vertinski maakten respectievelijk in 1925 en 1926 de eerste opnames van dit lied. In 1953 kwam het voor in de Brits-Franse film Innocents in Paris, waarin het werd gezongen door Ludmila Lopato.
Begin jaren '60 schreef Gene Raskin de Engelstalige tekst voor "Those Were the Days", destijds schreef hij met zijn vrouw meerdere Engelstalige teksten op melodieën van Russische liedjes. In 1962 werd deze versie voor het eerst opgenomen door de groep The Limeliters, die het op hun album Folk Matinee zetten. Het echtpaar Raskin trad regelmatig op in de Londense club Blue Angel, waar Beatles-lid Paul McCartney vaak over de vloer kwam. Hij hoorde hun versie van "Those Were the Days" en vond het een goed nummer. In de jaren die volgden, vroeg hij aan meerdere artiesten (waaronder de Moody Blues) om een eigen versie op te nemen, maar het aanbod werd telkens afgeslagen. Toen The Beatles in 1968 hun eigen platenlabel Apple Records oprichtten, vroeg McCartney aan Mary Hopkin om een opname van het nummer te maken. Hij produceerde zelf de opname, en Richard Anthony Hewson was verantwoordelijk voor het arrangement. Hopkin en McCartney speelden zelf de akoestische gitaar. McCartney zei later over de opname: "Ik vond het erg aanstekelijk, het had iets en bracht nostalgische gevoelens naar boven... [Hopkin] pakte het liedje makkelijk op, alsof ze het al jaren kende."
"Those Were the Days" werd in de versie van Hopkin een grote hit. Het bereikte de nummer 1-positie in onder meer de Britse UK Singles Chart, de Vlaamse en Waalse Ultratop 50, Canada, Denemarken, Duitsland, Finland, Frankrijk, Ierland, Japan, Nieuw-Zeeland, Noorwegen, Polen, Spanje, Zweden en Zwitserland. In de Verenigde Staten kwam het tot de tweede plaats in de Billboard Hot 100, achter "Hey Jude" van McCartneys band The Beatles. In de Nederlandse Top 40 was de single een dubbelnotering met de versie van Sandie Shaw en kwam het eveneens tot de tweede plaats achter "Hey Jude", terwijl het in de Parool Top 20 de Beatles-single twee weken van de eerste plaats wist te verdringen.
Hopkin zong "Those Were the Days" ook in een aantal andere talen. In het Spaans werd de titel "Qué tiempo tan feliz", in het Duits werd het "An jenem Tag", in het Italiaans werd het "Quelli erano giorni" en in het Frans werd het "Le temps des fleurs". Naast de versie van Hopkin werden versies in verschillende talen opgenomen door Theodore Bikel, Dalida, Vicky Leandros, Laura Marling, Johnny Mathis, Dolly Parton, Päivi Paunu en Sandie Shaw.

## Hitnoteringen

### Nederlandse Top 40
| Hitnotering: 14-09-1968 t/m 14-12-1968 | Hitnotering: 14-09-1968 t/m 14-12-1968 | Hitnotering: 14-09-1968 t/m 14-12-1968 | Hitnotering: 14-09-1968 t/m 14-12-1968 | Hitnotering: 14-09-1968 t/m 14-12-1968 | Hitnotering: 14-09-1968 t/m 14-12-1968 | Hitnotering: 14-09-1968 t/m 14-12-1968 | Hitnotering: 14-09-1968 t/m 14-12-1968 | Hitnotering: 14-09-1968 t/m 14-12-1968 | Hitnotering: 14-09-1968 t/m 14-12-1968 | Hitnotering: 14-09-1968 t/m 14-12-1968 | Hitnotering: 14-09-1968 t/m 14-12-1968 | Hitnotering: 14-09-1968 t/m 14-12-1968 | Hitnotering: 14-09-1968 t/m 14-12-1968 | Hitnotering: 14-09-1968 t/m 14-12-1968 | Hitnotering: 14-09-1968 t/m 14-12-1968 |
| Week                                   | 1                                      | 2                                      | 3                                      | 4                                      | 5                                      | 6                                      | 7                                      | 8                                      | 9                                      | 10                                     | 11                                     | 12                                     | 13                                     | 14                                     |                                        |
| -------------------------------------- | -------------------------------------- | -------------------------------------- | -------------------------------------- | -------------------------------------- | -------------------------------------- | -------------------------------------- | -------------------------------------- | -------------------------------------- | -------------------------------------- | -------------------------------------- | -------------------------------------- | -------------------------------------- | -------------------------------------- | -------------------------------------- | -------------------------------------- |
| Nummer                                 | 16                                     | 3                                      | 2                                      | 2                                      | 2                                      | 2                                      | 2                                      | 3                                      | 6                                      | 10                                     | 14                                     | 21                                     | 22                                     | 29                                     | uit                                    |

### Parool Top 20
| Hitnotering: 14-09-1968 t/m 23-11-1968 | Hitnotering: 14-09-1968 t/m 23-11-1968 | Hitnotering: 14-09-1968 t/m 23-11-1968 | Hitnotering: 14-09-1968 t/m 23-11-1968 | Hitnotering: 14-09-1968 t/m 23-11-1968 | Hitnotering: 14-09-1968 t/m 23-11-1968 | Hitnotering: 14-09-1968 t/m 23-11-1968 | Hitnotering: 14-09-1968 t/m 23-11-1968 | Hitnotering: 14-09-1968 t/m 23-11-1968 | Hitnotering: 14-09-1968 t/m 23-11-1968 | Hitnotering: 14-09-1968 t/m 23-11-1968 | Hitnotering: 14-09-1968 t/m 23-11-1968 | Hitnotering: 14-09-1968 t/m 23-11-1968 |
| Week                                   | 1                                      | 2                                      | 3                                      | 4                                      | 5                                      | 6                                      | 7                                      | 8                                      | 9                                      | 10                                     | 11                                     |                                        |
| -------------------------------------- | -------------------------------------- | -------------------------------------- | -------------------------------------- | -------------------------------------- | -------------------------------------- | -------------------------------------- | -------------------------------------- | -------------------------------------- | -------------------------------------- | -------------------------------------- | -------------------------------------- | -------------------------------------- |
| Nummer                                 | 11                                     | 3                                      | 2                                      | 2                                      | 2                                      | 1                                      | 1                                      | 3                                      | 5                                      | 7                                      | 14                                     | uit                                    |

### NPO Radio 2 Top 2000
| Nummer met noteringen in de NPO Radio 2 Top 2000 | '99  | '00-'01 | '02  | '03  | '04 | '05  | '06  | '07  | '08  |
| ------------------------------------------------ | ---- | ------- | ---- | ---- | --- | ---- | ---- | ---- | ---- |
| Those Were the Days                              | 1314 | -       | 1483 | 1377 | 929 | 1742 | 1634 | 1999 | 1585 |

1. ↑  Een '-' betekent dat het nummer niet was genoteerd en een vetgedrukt getal geeft de hoogste notering aan.
2. ↑  Deze tabel is bijgewerkt tot en met de laatste editie (2024).